# Стрьомен ИФ
Стрьомен Идретсфоренинг (на норвежки: Strømmen Idrettsforening) е норвежки футболен клуб, базиран в град Стрьомен. Състезава се във второто ниво на норвежкия футбол Адеколиген. Играе мачовете си на стадион Стрьомен.